# Vila Dom Pedro II
Vila Dom Pedro II é um bairro localizado na zona nordeste da cidade de São Paulo, situado no distrito de Tucuruvi. É administrado pela Subprefeitura de Santana/Tucuruvi.